# Maximilian Göppel
Maximilian Göppel (Vaduz, 31 agosto 1997) è un calciatore liechtensteinese, difensore del YF Juventus della nazionale liechtensteinese.

## Carriera

### Club

#### Inizi e Balzers
Inizia a giocare a calcio nello Schaan, rimanendovi nelle giovanili fino al gennaio 2015, quando si trasferisce in un'altra squadra del Liechtenstein, il Balzers, impegnata nel campionato di 1ª Lega, quarta serie svizzera. Fa il suo esordio l'8 marzo, giocando titolare nella sconfitta per 4-3 sul campo del Winterthur U21 in campionato. Rimane in gialloblu una stagione e mezza, ottenendo 37 presenze, chiudendo rispettivamente al 9º e al 12º posto in campionato e venendo eliminato dalla Coppa del Liechtenstein prima ai quarti di finale e poi nel secondo turno.

#### Vaduz
Nel mercato estivo 2016 viene acquistato dal Vaduz, disputante la Super League, massimo campionato svizzero. Debutta il 21 settembre, disputando tutti i 90 minuti dello 0-0 interno con lo Young Boys in campionato.

### Nazionale
Inizia a giocare nelle selezioni giovanili del Liechtenstein nel 2011, a 14 anni, disputando 8 gare con l'Under-17 fino al 2013 nelle qualificazioni agli Europei di categoria 2012, 2013 e 2014. Nel 2014, a 17 anni, passa in Under-19, dove gioca 6 gare fino al 2015 nelle qualificazioni agli Europei 2015 e 2016. Il 4 settembre 2014 esordisce in Under-21 in un'amichevole a Minsk contro i padroni di casa della Bielorussia, persa per 5-0, nella quale entra all'intervallo. La prima ufficiale avviene 4 giorni dopo, in trasferta a Čerkasy contro l'Ucraina nelle qualificazioni all'Europeo 2015, sconfitta per 3-0 nella quale gioca titolare. Il 6 giugno 2016 debutta in Nazionale maggiore, in amichevole a Reykjavík contro l'Islanda, giocando tutti i 90 minuti e perdendo per 4-0. Il 9 ottobre dello stesso anno segna la prima rete in Nazionale e prima in generale in carriera, accorciando le distanze al 49' nel 2-1 subito a Gerusalemme da Israele nelle qualificazioni al Mondiale 2018.

## Statistiche

### Presenze nei club
Statistiche aggiornate al 2 maggio 2018.
| Stagione        | Squadra         | Campionato      | Campionato | Campionato | Coppe nazionali | Coppe nazionali | Coppe nazionali | Coppe continentali | Coppe continentali | Coppe continentali | Altre coppe | Altre coppe | Altre coppe | Totale | Totale | Totale |
| Stagione        | Squadra         | Comp            | Pres       | Reti       | Comp            | Pres            | Reti            | Comp               | Pres               | Reti               | Comp        | Pres        | Reti        | Pres   | Reti   |        |
| --------------- | --------------- | --------------- | ---------- | ---------- | --------------- | --------------- | --------------- | ------------------ | ------------------ | ------------------ | ----------- | ----------- | ----------- | ------ | ------ | ------ |
| gen.-giu. 2015  | Balzers         | 1L              | 12         | 0          | LC              | 1               | 0               | -                  | -                  | -                  | -           | -           | -           | 13     | 0      |        |
| 2015-2016       | Balzers         | 1L              | 22         | 0          | LC              | 2               | 0               | -                  | -                  | -                  | -           | -           | -           | 24     | 0      |        |
| Totale Balzers  | Totale Balzers  | Totale Balzers  | 34         | 0          | -               | 3               | 0               | -                  | -                  | 0                  | -           | -           | -           | 37     | 0      |        |
| 2016-2017       | Vaduz           | SL              | 20         | 1          | LC              | 0               | 0               | UEL                | 0                  | 0                  | -           | -           | -           | 20     | 1      |        |
| Totale carriera | Totale carriera | Totale carriera | 39         | 0          | -               | 3               | 0               | -                  | 0                  | 0                  | -           | -           | -           | 42     | 0      |        |

### Cronologia presenze e reti in nazionale
| Cronologia completa delle presenze e delle reti in nazionale ― Liechtenstein | Cronologia completa delle presenze e delle reti in nazionale ― Liechtenstein | Cronologia completa delle presenze e delle reti in nazionale ― Liechtenstein | Cronologia completa delle presenze e delle reti in nazionale ― Liechtenstein | Cronologia completa delle presenze e delle reti in nazionale ― Liechtenstein | Cronologia completa delle presenze e delle reti in nazionale ― Liechtenstein | Cronologia completa delle presenze e delle reti in nazionale ― Liechtenstein | Cronologia completa delle presenze e delle reti in nazionale ― Liechtenstein |
| Data                                                                         | Città                                                                        | In casa                                                                      | Risultato                                                                    | Ospiti                                                                       | Competizione                                                                 | Reti                                                                         | Note                                                                         |
| ---------------------------------------------------------------------------- | ---------------------------------------------------------------------------- | ---------------------------------------------------------------------------- | ---------------------------------------------------------------------------- | ---------------------------------------------------------------------------- | ---------------------------------------------------------------------------- | ---------------------------------------------------------------------------- | ---------------------------------------------------------------------------- |
| 6-6-2016                                                                     | Reykjavík                                                                    | Islanda                                                                      | 4 – 0                                                                        | Liechtenstein                                                                | Amichevole                                                                   | -                                                                            |                                                                              |
| 31-8-2016                                                                    | Horsens                                                                      | Danimarca                                                                    | 5 – 0                                                                        | Liechtenstein                                                                | Amichevole                                                                   | -                                                                            | 46’                                                                          |
| 5-9-2016                                                                     | León                                                                         | Spagna                                                                       | 8 – 0                                                                        | Liechtenstein                                                                | Qual. Mondiali 2018                                                          | -                                                                            |                                                                              |
| 6-10-2016                                                                    | Vaduz                                                                        | Liechtenstein                                                                | 0 – 2                                                                        | Albania                                                                      | Qual. Mondiali 2018                                                          | -                                                                            |                                                                              |
| 9-10-2016                                                                    | Gerusalemme                                                                  | Israele                                                                      | 2 – 1                                                                        | Liechtenstein                                                                | Qual. Mondiali 2018                                                          | 1                                                                            |                                                                              |
| 24-3-2017                                                                    | Vaduz                                                                        | Liechtenstein                                                                | 0 – 3                                                                        | Macedonia                                                                    | Qual. Mondiali 2018                                                          | -                                                                            | 38’                                                                          |
| 7-6-2017                                                                     | Turku                                                                        | Finlandia                                                                    | 1 – 1                                                                        | Liechtenstein                                                                | Amichevole                                                                   | -                                                                            |                                                                              |
| 11-6-2017                                                                    | Udine                                                                        | Italia                                                                       | 5 – 0                                                                        | Liechtenstein                                                                | Qual. Mondiali 2018                                                          | -                                                                            |                                                                              |
| 2-9-2017                                                                     | Elbasan                                                                      | Albania                                                                      | 2 – 0                                                                        | Liechtenstein                                                                | Qual. Mondiali 2018                                                          | -                                                                            |                                                                              |
| 5-9-2017                                                                     | Vaduz                                                                        | Liechtenstein                                                                | 0 – 8                                                                        | Spagna                                                                       | Qual. Mondiali 2018                                                          | -                                                                            |                                                                              |
| 6-10-2017                                                                    | Vaduz                                                                        | Liechtenstein                                                                | 0 – 1                                                                        | Israele                                                                      | Qual. Mondiali 2018                                                          | -                                                                            |                                                                              |
| 9-10-2017                                                                    | Strumica                                                                     | Macedonia                                                                    | 4 – 0                                                                        | Liechtenstein                                                                | Qual. Mondiali 2018                                                          | -                                                                            |                                                                              |
| 14-12-2017                                                                   | Doha                                                                         | Qatar                                                                        | 1 – 2                                                                        | Liechtenstein                                                                | Amichevole                                                                   | -                                                                            |                                                                              |
| 21-3-2018                                                                    | La Línea de la Concepción                                                    | Andorra                                                                      | 1 – 0                                                                        | Liechtenstein                                                                | Amichevole                                                                   | -                                                                            |                                                                              |
| 25-3-2018                                                                    | Marbella                                                                     | Liechtenstein                                                                | 0 – 3                                                                        | Fær Øer                                                                      | Amichevole                                                                   | -                                                                            |                                                                              |
| 6-9-2018                                                                     | Erevan                                                                       | Armenia                                                                      | 2 – 1                                                                        | Liechtenstein                                                                | UEFA Nations League 2018-2019 - 1º turno                                     | -                                                                            |                                                                              |
| 9-9-2018                                                                     | Vaduz                                                                        | Liechtenstein                                                                | 2 – 0                                                                        | Gibilterra                                                                   | UEFA Nations League 2018-2019 - 1º turno                                     | -                                                                            |                                                                              |
| 13-10-2018                                                                   | Skopje                                                                       | Macedonia                                                                    | 4 – 1                                                                        | Liechtenstein                                                                | UEFA Nations League 2018-2019 - 1º turno                                     | -                                                                            |                                                                              |
| 16-10-2018                                                                   | Gibilterra                                                                   | Gibilterra                                                                   | 2 – 1                                                                        | Liechtenstein                                                                | UEFA Nations League 2018-2019 - 1º turno                                     | -                                                                            |                                                                              |
| 16-11-2018                                                                   | Vaduz                                                                        | Liechtenstein                                                                | 0 – 2                                                                        | Macedonia                                                                    | UEFA Nations League 2018-2019 - 1º turno                                     | -                                                                            |                                                                              |
| 19-11-2018                                                                   | Vaduz                                                                        | Liechtenstein                                                                | 2 – 2                                                                        | Armenia                                                                      | UEFA Nations League 2018-2019 - 1º turno                                     | -                                                                            |                                                                              |
| 23-3-2019                                                                    | Vaduz                                                                        | Liechtenstein                                                                | 0 – 2                                                                        | Grecia                                                                       | Qual. Euro 2020                                                              | -                                                                            |                                                                              |
| 26-3-2019                                                                    | Parma                                                                        | Italia                                                                       | 6 – 0                                                                        | Liechtenstein                                                                | Qual. Euro 2020                                                              | -                                                                            |                                                                              |
| 8-6-2019                                                                     | Erevan                                                                       | Armenia                                                                      | 3 – 0                                                                        | Liechtenstein                                                                | Qual. Euro 2020                                                              | -                                                                            |                                                                              |
| 5-9-2019                                                                     | Zenica                                                                       | Bosnia ed Erzegovina                                                         | 5 – 0                                                                        | Liechtenstein                                                                | Qual. Euro 2020                                                              | -                                                                            |                                                                              |
| 8-9-2019                                                                     | Amarousio                                                                    | Grecia                                                                       | 1 – 1                                                                        | Liechtenstein                                                                | Qual. Euro 2020                                                              | -                                                                            |                                                                              |
| 12-10-2019                                                                   | Vaduz                                                                        | Liechtenstein                                                                | 1 – 1                                                                        | Armenia                                                                      | Qual. Euro 2020                                                              | -                                                                            |                                                                              |
| 15-10-2019                                                                   | Vaduz                                                                        | Liechtenstein                                                                | 0 – 5                                                                        | Italia                                                                       | Qual. Euro 2020                                                              | -                                                                            |                                                                              |
| 15-11-2019                                                                   | Helsinki                                                                     | Finlandia                                                                    | 3 – 0                                                                        | Liechtenstein                                                                | Qual. Euro 2020                                                              | -                                                                            |                                                                              |
| 18-11-2019                                                                   | Vaduz                                                                        | Liechtenstein                                                                | 0 – 3                                                                        | Bosnia ed Erzegovina                                                         | Qual. Euro 2020                                                              | -                                                                            |                                                                              |
| 8-9-2020                                                                     | Serravalle                                                                   | San Marino                                                                   | 0 – 2                                                                        | Liechtenstein                                                                | UEFA Nations League 2020-2021 - 1º turno                                     | -                                                                            |                                                                              |
| 7-10-2020                                                                    | Lussemburgo                                                                  | Lussemburgo                                                                  | 1 – 2                                                                        | Liechtenstein                                                                | Amichevole                                                                   | -                                                                            |                                                                              |
| 10-10-2020                                                                   | Vaduz                                                                        | Liechtenstein                                                                | 0 – 1                                                                        | Gibilterra                                                                   | UEFA Nations League 2020-2021 - 1º turno                                     | -                                                                            |                                                                              |
| 13-10-2020                                                                   | Eschen                                                                       | Liechtenstein                                                                | 0 – 0                                                                        | San Marino                                                                   | UEFA Nations League 2020-2021 - 1º turno                                     | -                                                                            | 46’                                                                          |
| 11-11-2020                                                                   | Ta' Qali                                                                     | Malta                                                                        | 3 – 0                                                                        | Liechtenstein                                                                | Amichevole                                                                   | -                                                                            | 90+1’                                                                        |
| 17-11-2020                                                                   | Gibilterra                                                                   | Gibilterra                                                                   | 1 – 1                                                                        | Liechtenstein                                                                | UEFA Nations League 2020-2021 - 1º turno                                     | -                                                                            |                                                                              |
| 25-3-2021                                                                    | Vaduz                                                                        | Liechtenstein                                                                | 0 – 1                                                                        | Armenia                                                                      | Qual. Mondiali 2022                                                          | -                                                                            |                                                                              |
| 28-3-2021                                                                    | Skopje                                                                       | Macedonia del Nord                                                           | 5 – 0                                                                        | Liechtenstein                                                                | Qual. Mondiali 2022                                                          | -                                                                            | 78’                                                                          |
| 31-3-2021                                                                    | Vaduz                                                                        | Liechtenstein                                                                | 1 – 4                                                                        | Islanda                                                                      | Qual. Mondiali 2022                                                          | -                                                                            |                                                                              |
| 3-6-2021                                                                     | San Gallo                                                                    | Svizzera                                                                     | 7 – 0                                                                        | Liechtenstein                                                                | Amichevole                                                                   | -                                                                            | 89’                                                                          |
| 7-6-2021                                                                     | Tórshavn                                                                     | Fær Øer                                                                      | 5 – 1                                                                        | Liechtenstein                                                                | Amichevole                                                                   | 1                                                                            |                                                                              |
| 2-9-2021                                                                     | San Gallo                                                                    | Liechtenstein                                                                | 0 – 2                                                                        | Germania                                                                     | Qual. Mondiali 2022                                                          | -                                                                            |                                                                              |
| 5-9-2021                                                                     | Bucarest                                                                     | Romania                                                                      | 2 – 0                                                                        | Liechtenstein                                                                | Qual. Mondiali 2022                                                          | -                                                                            |                                                                              |
| 8-9-2021                                                                     | Erevan                                                                       | Armenia                                                                      | 1 – 1                                                                        | Liechtenstein                                                                | Qual. Mondiali 2022                                                          | -                                                                            |                                                                              |
| 8-10-2021                                                                    | Vaduz                                                                        | Liechtenstein                                                                | 0 – 4                                                                        | Macedonia del Nord                                                           | Qual. Mondiali 2022                                                          | -                                                                            |                                                                              |
| 11-10-2021                                                                   | Reykjavík                                                                    | Islanda                                                                      | 4 – 0                                                                        | Liechtenstein                                                                | Qual. Mondiali 2022                                                          | -                                                                            |                                                                              |
| 11-11-2021                                                                   | Wolfsburg                                                                    | Germania                                                                     | 9 – 0                                                                        | Liechtenstein                                                                | Qual. Mondiali 2022                                                          | -                                                                            |                                                                              |
| 14-11-2021                                                                   | Vaduz                                                                        | Liechtenstein                                                                | 0 – 2                                                                        | Romania                                                                      | Qual. Mondiali 2022                                                          | -                                                                            |                                                                              |
| 22-9-2022                                                                    | Vaduz                                                                        | Liechtenstein                                                                | 0 – 2                                                                        | Andorra                                                                      | UEFA Nations League 2022-2023 - 1º turno                                     | -                                                                            |                                                                              |
| 25-9-2022                                                                    | Chișinău                                                                     | Moldavia                                                                     | 2 – 0                                                                        | Liechtenstein                                                                | UEFA Nations League 2022-2023 - 1º turno                                     | -                                                                            |                                                                              |
| 16-11-2022                                                                   | Gibilterra                                                                   | Gibilterra                                                                   | 2 – 0                                                                        | Liechtenstein                                                                | Amichevole                                                                   | -                                                                            |                                                                              |
| 17-6-2023                                                                    | Lussemburgo                                                                  | Lussemburgo                                                                  | 2 – 0                                                                        | Liechtenstein                                                                | Qual. Euro 2024                                                              | -                                                                            | 75’                                                                          |
| 20-6-2023                                                                    | Vaduz                                                                        | Liechtenstein                                                                | 0 – 1                                                                        | Slovacchia                                                                   | Qual. Euro 2024                                                              | -                                                                            |                                                                              |
| 8-9-2023                                                                     | Zenica                                                                       | Bosnia ed Erzegovina                                                         | 2 – 1                                                                        | Liechtenstein                                                                | Qual. Euro 2024                                                              | -                                                                            |                                                                              |
| 11-9-2023                                                                    | Bratislava                                                                   | Slovacchia                                                                   | 3 – 0                                                                        | Liechtenstein                                                                | Qual. Euro 2024                                                              | -                                                                            |                                                                              |
| 13-10-2023                                                                   | Vaduz                                                                        | Liechtenstein                                                                | 0 – 2                                                                        | Bosnia ed Erzegovina                                                         | Qual. Euro 2024                                                              | -                                                                            |                                                                              |
| 16-10-2023                                                                   | Reykjavík                                                                    | Islanda                                                                      | 4 – 0                                                                        | Liechtenstein                                                                | Qual. Euro 2024                                                              | -                                                                            |                                                                              |
| 16-11-2023                                                                   | Vaduz                                                                        | Liechtenstein                                                                | 0 – 2                                                                        | Portogallo                                                                   | Qual. Euro 2024                                                              | -                                                                            |                                                                              |
| 19-11-2023                                                                   | Vaduz                                                                        | Liechtenstein                                                                | 0 – 1                                                                        | Lussemburgo                                                                  | Qual. Euro 2024                                                              | -                                                                            |                                                                              |
| 22-3-2024                                                                    | Tórshavn                                                                     | Fær Øer                                                                      | 4 – 0                                                                        | Liechtenstein                                                                | Amichevole                                                                   | -                                                                            |                                                                              |
| 26-3-2024                                                                    | Larnaca                                                                      | Lettonia                                                                     | 1 – 1                                                                        | Liechtenstein                                                                | Amichevole                                                                   | -                                                                            |                                                                              |
| 3-6-2024                                                                     | Szombathely                                                                  | Albania                                                                      | 3 – 0                                                                        | Liechtenstein                                                                | Amichevole                                                                   | -                                                                            |                                                                              |
| 7-6-2024                                                                     | Bucarest                                                                     | Romania                                                                      | 0 – 0                                                                        | Liechtenstein                                                                | Amichevole                                                                   | -                                                                            |                                                                              |
| 5-9-2024                                                                     | Serravalle                                                                   | San Marino                                                                   | 1 – 0                                                                        | Liechtenstein                                                                | UEFA Nations League 2024-2025 - 1º turno                                     | -                                                                            | 63’                                                                          |
| 8-9-2024                                                                     | Gibilterra                                                                   | Gibilterra                                                                   | 2 – 2                                                                        | Liechtenstein                                                                | UEFA Nations League 2024-2025 - 1º turno                                     | -                                                                            | 87’                                                                          |
| 10-10-2024                                                                   | Vaduz                                                                        | Liechtenstein                                                                | 1 – 0                                                                        | Hong Kong                                                                    | Amichevole                                                                   | -                                                                            |                                                                              |
| 13-10-2024                                                                   | Vaduz                                                                        | Liechtenstein                                                                | 0 – 0                                                                        | Gibilterra                                                                   | UEFA Nations League 2024-2025 - 1º turno                                     | -                                                                            |                                                                              |
| 14-11-2024                                                                   | Ta' Qali                                                                     | Malta                                                                        | 2 – 0                                                                        | Liechtenstein                                                                | Amichevole                                                                   | -                                                                            |                                                                              |
| 18-11-2024                                                                   | Vaduz                                                                        | Liechtenstein                                                                | 1 – 3                                                                        | San Marino                                                                   | UEFA Nations League 2024-2025 - 1º turno                                     | -                                                                            |                                                                              |
| 22-3-2025                                                                    | Vaduz                                                                        | Liechtenstein                                                                | 0 – 3                                                                        | Macedonia del Nord                                                           | Qual. Mondiali 2026                                                          | -                                                                            | 54’                                                                          |
| 6-6-2025                                                                     | Cardiff                                                                      | Galles                                                                       | 3 – 0                                                                        | Liechtenstein                                                                | Qual. Mondiali 2026                                                          | -                                                                            |                                                                              |
| 9-6-2025                                                                     | Vaduz                                                                        | Liechtenstein                                                                | 0 – 4                                                                        | Scozia                                                                       | Amichevole                                                                   | -                                                                            |                                                                              |
| Totale                                                                       |                                                                              | Presenze                                                                     | 72                                                                           |                                                                              | Reti                                                                         | 2                                                                            |                                                                              |

| Cronologia completa delle presenze e delle reti in nazionale ― Liechtenstein under 21 | Cronologia completa delle presenze e delle reti in nazionale ― Liechtenstein under 21 | Cronologia completa delle presenze e delle reti in nazionale ― Liechtenstein under 21 | Cronologia completa delle presenze e delle reti in nazionale ― Liechtenstein under 21 | Cronologia completa delle presenze e delle reti in nazionale ― Liechtenstein under 21 | Cronologia completa delle presenze e delle reti in nazionale ― Liechtenstein under 21 | Cronologia completa delle presenze e delle reti in nazionale ― Liechtenstein under 21 | Cronologia completa delle presenze e delle reti in nazionale ― Liechtenstein under 21 |
| Data                                                                                  | Città                                                                                 | In casa                                                                               | Risultato                                                                             | Ospiti                                                                                | Competizione                                                                          | Reti                                                                                  | Note                                                                                  |
| ------------------------------------------------------------------------------------- | ------------------------------------------------------------------------------------- | ------------------------------------------------------------------------------------- | ------------------------------------------------------------------------------------- | ------------------------------------------------------------------------------------- | ------------------------------------------------------------------------------------- | ------------------------------------------------------------------------------------- | ------------------------------------------------------------------------------------- |
| 4-9-2014                                                                              | Minsk                                                                                 | Bielorussia under 21                                                                  | 5 – 0                                                                                 | Liechtenstein under 21                                                                | Amichevole                                                                            | -                                                                                     | 46’                                                                                   |
| 8-9-2014                                                                              | Čerkasy                                                                               | Ucraina under 21                                                                      | 3 – 0                                                                                 | Liechtenstein under 21                                                                | Qual. Europeo Under-21 2015                                                           | -                                                                                     |                                                                                       |
| 28-3-2015                                                                             | Eschen                                                                                | Liechtenstein under 21                                                                | 0 – 2                                                                                 | Albania under 21                                                                      | Qual. Europeo Under-21 2017                                                           | -                                                                                     |                                                                                       |
| 7-6-2015                                                                              | Vaduz                                                                                 | Liechtenstein under 21                                                                | 0 – 4                                                                                 | Israele under 21                                                                      | Qual. Europeo Under-21 2017                                                           | -                                                                                     |                                                                                       |
| 3-9-2015                                                                              | Eschen                                                                                | Liechtenstein under 21                                                                | 0 – 6                                                                                 | Ungheria under 21                                                                     | Qual. Europeo Under-21 2017                                                           | -                                                                                     | 51’                                                                                   |
| 7-9-2015                                                                              | Eschen                                                                                | Liechtenstein under 21                                                                | 0 – 2                                                                                 | Grecia under 21                                                                       | Qual. Europeo Under-21 2017                                                           | -                                                                                     |                                                                                       |
| 12-11-2015                                                                            | Kallithea                                                                             | Grecia under 21                                                                       | 5 – 0                                                                                 | Liechtenstein under 21                                                                | Qual. Europeo Under-21 2017                                                           | -                                                                                     |                                                                                       |
| 16-11-2015                                                                            | Elbasan                                                                               | Albania under 21                                                                      | 2 – 0                                                                                 | Liechtenstein under 21                                                                | Qual. Europeo Under-21 2017                                                           | -                                                                                     |                                                                                       |
| 28-3-2017                                                                             | Zenica                                                                                | Bosnia ed Erzegovina under 21                                                         | 6 – 0                                                                                 | Liechtenstein under 21                                                                | Qual. Europeo Under-21 2019                                                           | -                                                                                     |                                                                                       |
| Totale                                                                                |                                                                                       | Presenze                                                                              | 9                                                                                     |                                                                                       | Reti                                                                                  | 0                                                                                     |                                                                                       |

## Palmares

### Club

#### Competizioni nazionali
- Coppa del Liechtenstein: 3

Vaduz: 2016-2017, 2017-2018, 2018-2019